# Baselios Cleemis
Baselios Cleemis (né Isaac Thottunkal le 15 juin 1959 à Tirumoola au Kerala en Inde) est un évêque et cardinal indien des Syro-malankares.
Il est l'actuel archevêque majeur de Trivandrum et en tant que tel primat de l'Église catholique syro-malankare, depuis le 10 février 2007.

## Biographie
Avant sa nomination à la tête de l'Église catholique syro-malankare, Baselios Cleemis était archevêque métropolitain de Tiruvalla.
Il est créé cardinal lors du consistoire du 24 novembre 2012 en lui assignant le titre cardinalice de cardinal-prêtre de San Gregorio VII. Il participe au conclave de 2013 qui élit le pape François puis au conclave de 2025 qui élit le pape Léon XIV.
Le 9 septembre 2014 il est nommé par le pape François : Père synodal pour la troisième assemblée générale extraordinaire du synode des évêques sur la famille qui se déroulera du 5 au 19 octobre en qualité de primat de l'Église syro-malankare.